# Behemut

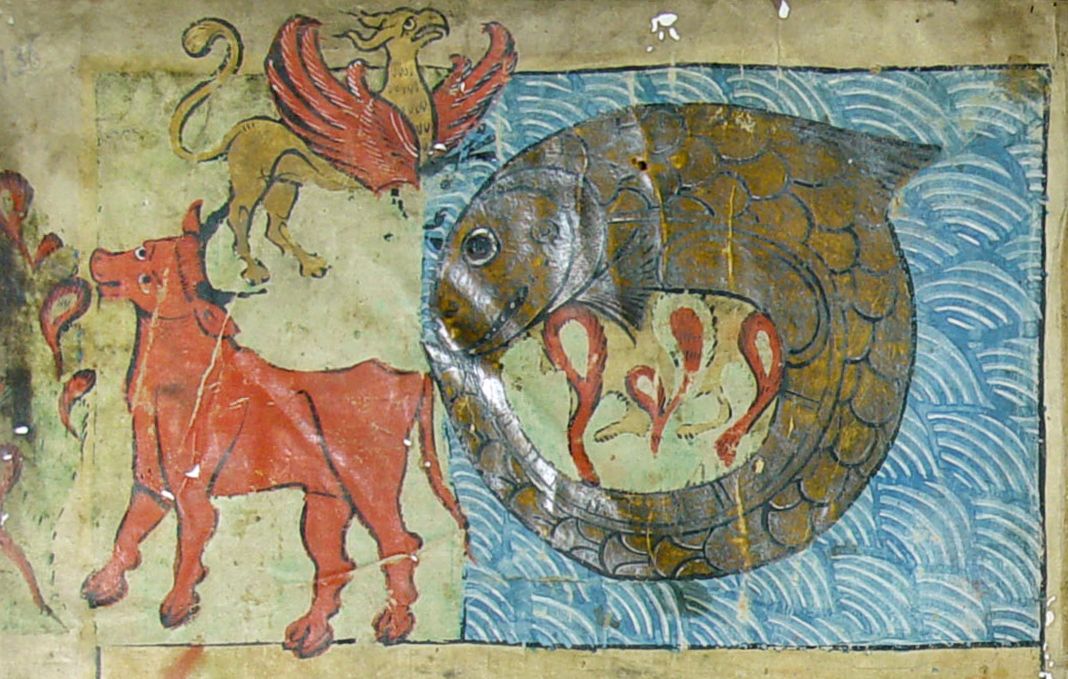
În sensul acelor de ceasornic de la stânga: Behemut (pe pământ), Ziz (pe cer) și Leviatan (sub mare). Dintr-un manuscris iluminat, secolul al XIII-lea d.Hr.

Behemut (în ebraică בְּהֵמוֹת, bəhēmōṯ) este o fiară din Cartea biblică a lui Iov și este o formă a monstrului haosului primordial creat de Dumnezeu la începutul creației; el este asociat cu celălalt monstru al haosului, Leviatan, și conform tradiției evreiești de mai târziu, ambii ar deveni hrană pentru cei drepți la sfârșitul timpului. Metaforic, numele a ajuns să fie folosit pentru orice entitate extrem de mare sau puternică.

## Etimologie
Cuvântul ebraic behemoth are aceeași formă ca pluralul substantivului ebraic בהמה behemah care înseamnă „fiară”, sugerând un sens augmentativ „fiară mare”. Cu toate acestea, unii susțin că cuvântul ar putea să provină dintr-un cuvânt egiptean de forma pꜣ jḥ mw „bou de apă” care înseamnă „hipopotam”, modificat de etimologia populară în ebraică pentru a semăna cu behemah. Cu toate acestea, această expresie cu acest înțeles nu este atestată în nicio etapă a limbii egiptene. 